# Pedro Pacheco Herrera
Pedro Pacheco Herrera (Jerez de la Frontera, 1949) és un advocat i polític andalús, d'ideologia nacionalista andalusa. Està vinculat a la política nacionalista des de 1974, quan va entrar a formar part d'Aliança Socialista d'Andalusia. Va ser Coordinador General del Partit Andalús del Progrés (PAP) des de 1993 a 1996 i Vicepresident del Partit Andalusista des de 1996. Actualment és Secretari General del Partit Socialista d'Andalusia (PSA).

## Biografia
Va ser alcalde de Jerez de la Frontera ininterrompudament des de 1979 fins a 2003, i des de llavors va ser nomenat Primer Tinent d'Alcalde i Delegat de Política Territorial, gràcies a successius acords de govern amb el PP i el PSOE. Va ser destituït del seu càrrec la primavera de 2007 per l'ara alcaldessa Pilar Sánchez, pertanyent al Grup Socialista (PSOE), tornant a l'oposició. Ha estat Diputat en el Parlament d'Andalusia a les legislatures 1982-1986, 1986-1989, 1990-1994, 1994-1996, 1996-2000 i de nou després de les eleccions de 2000 fins a 2004. En el Parlament regional va ocupar el càrrec de Portaveu del Grup Parlamentari Andalusista en dues legislatures i President del Grup Mixt en l'última.
En el Parlament Europeu va ser eurodiputat pel Partit Andalusista durant els anys 1989 i 1990. Ha estat la persona que més temps ha ocupat l'ajuntament de la ciutat (24 anys). Durant el seu mandat es van portar a terme importants projectes en la ciutat, com el circuit de velocitat, l'elevació del ferrocarril, el parc tecnològic agroalimentari. A les eleccions municipals de 2007 el PSA, amb ell al capdavant va sofrir una derrota, a conseqüència de la qual va dimitir, no prenent possessió de l'acta de regidor.
L'1 de maig de 2011 a un Congrés Extraordinari, el PSA va decidir integrar de nou en el Partit Andalucista, i després d'aquesta fusió, Pedro Pacheco, l'impulsor de la ruptura PA-PSA, es va escindir fundant el seu propi partit, Plataforma Andaluza - Foro Ciudadano, per presentar-se a l'alcaldia de Jerez de la Frontera i a les eleccions al Parlament d'Andalusia de 2012, en les que va treure 1630 vots, mentre que el Partit Andalusista en va treure 96.608, sense obtenir representació.
En 2013 és condemnat a 4 anys i mig de presó per com a autor d'un delicte continuat de prevaricació i malversació de cabals públics. Pacheco va contractar dos assessors, José López i Manuel Cobacho (significats militants del seu partit llavors), en sengles empreses municipals durant el pacte de govern amb el PSOE entre 2005 i 2007. El 24 d'octubre de 2014 va ser detingut i va ingressar a la presó malgrat la reeixida iniciativa popular de recollida de signatures sol·licitant el seu indult.
El març de 2016 va ser a un any i sis mesos de presó i 13 d'inhabilitació per irregularitats en la venda de l'antiga estació d'autobusos de Jerez. Al maig de 2016 va ser condemnat novament a un any i deu mesos de presó per usar factures falses per justificar la reforma de la casa de la Germandat del Rocío de Jerez a Almonte.